# Kookwekker
Een kookwekker of eierwekker (of meer algemeen timer/aftelklok) is een soort wekker die vanaf een ingestelde tijdsduur terugloopt en het signaleert wanneer die verstreken is, dus als de tijd op nul staat. De termen kookwekker en eierwekker refereren aan de toepassing van het signaleren wanneer men weer aandacht aan het te bereiden gerecht dient te geven. 
Een kookwekker kan bestaan uit een opwindmechanisme dat na instelling na een bepaalde tijd een signaal geeft. Kookwekkers worden gemaakt in allerlei ludieke vormen en modellen. Er bestaan ook digitale kookwekkers, deze werken op een batterijtje.
Vaak hebben deze wat meer instelmogelijkheden dan een opwindbare wekker. Onder de benaming 'timer' zijn kookwekkers te vinden als functie in de meeste mobiele telefoons.
Naast het signaleren dat de tijd om is kan een timer ook ingebouwd zijn in een apparaat om het dan uit te zetten, bijvoorbeeld bij fornuizen, ovens, kookplaten en magnetrons. Zo'n timer wordt ook een tijdschakelaar genoemd.
Soms kan een timer stopgezet worden en dan later op commando weer verder gaan met aftellen.